# Ulrich Eicke
Ulrich Eicke, né le 18 février 1952 à Wuppertal, est un céiste ouest-allemand. 

## Carrière
Ulrich Eicke participe aux Jeux olympiques de 1984 à Los Angeles et remporte la médaille d'or en C-1 1 000 m.